# Omitaraberg
Der Omitaraberg ist ein Berg in der Region Omaheke in Namibia mit einer Höhe von 1656 m. Er liegt nördlich der Ortschaft Omitara beziehungsweise des Flusses Weißer Nossob. 